# Literaturjahr 1924
Liste der Literaturjahre

◄◄ | ◄ | 1920 | 1921 | 1922 | 1923 | Literaturjahr 1924 | 1925 | 1926 | ►►

Weitere Ereignisse

## Ereignisse

### Prosa

#### Deutschsprachige Literatur
- 4. April: Der Künstlerroman Verdi. Roman der Oper von Franz Werfel erscheint im neu gegründeten Paul Zsolnay Verlag, den der Gründer Paul Zsolnay erst am 6. Mai im Wiener Handelsregister eintragen lässt.
- April: Ford Madox Ford veröffentlicht den ersten Band seines Werkes Parade’s End, das er erst 1928 abschließt.

- Thomas Mann veröffentlicht im S. Fischer Verlag seinen Bildungsroman Der Zauberberg. Die ursprünglich geplante Novelle ist mittlerweile zu einem zweibändigen Roman angewachsen. Beim Publikum stößt der Roman sofort auf große Resonanz und erreichte bereits nach vier Jahren eine Auflage von 100.000 Exemplaren und auch in der literarischen Fachwelt erfährt Der Zauberberg ein überwiegend positives Echo. Erhebliche Verärgerung ruft der Roman indes bei einer ganzen Reihe von Zeitgenossen hervor, die im Zauberberg karikiert worden sind.
- Arthur Schnitzler veröffentlicht die Erzählung Fräulein Else.
- Von dem evangelischen Pfarrer und Schriftsteller Artur Brausewetter erscheint der Roman Der Kampf mit den Geistern – einer von insgesamt rund 50 Romanen, die er in seinem Leben verfasste.

#### Englischsprachige Literatur
- Februar: In Zusammenarbeit mit Harry Houdini verfasst der amerikanische Fantasy- und Horrorautor  H. P. Lovecraft die Kurzgeschichte Imprisoned with the Pharaohs.
- März: Im Pulp-Magazin Weird Tales erscheint die phantastische Kurzgeschichte The Rats in the Walls von H. P. Lovecraft.
- 4. Juni: E. M. Forsters Roman A Passage to India erscheint. Forster wird in seinen 46 verbleibenden Lebensjahren kein weiteres Werk mehr veröffentlichen.
- 29. November: Der Kürbis, eine Kurzgeschichte von P. G. Wodehouse aus der Blandings Castle-Saga, erscheint in der US-amerikanischen Wochenzeitschrift The Saturday Evening Post.

#### Slawische Literatur
- Der russische Schriftsteller Michail Afanassjewitsch Bulgakow veröffentlicht den zum Teil autobiografischen Roman Die weiße Garde. Im gleichen Jahr erscheinen auch die Kurzgeschichten Eine Teufeliade und Das Feuer des Chans.

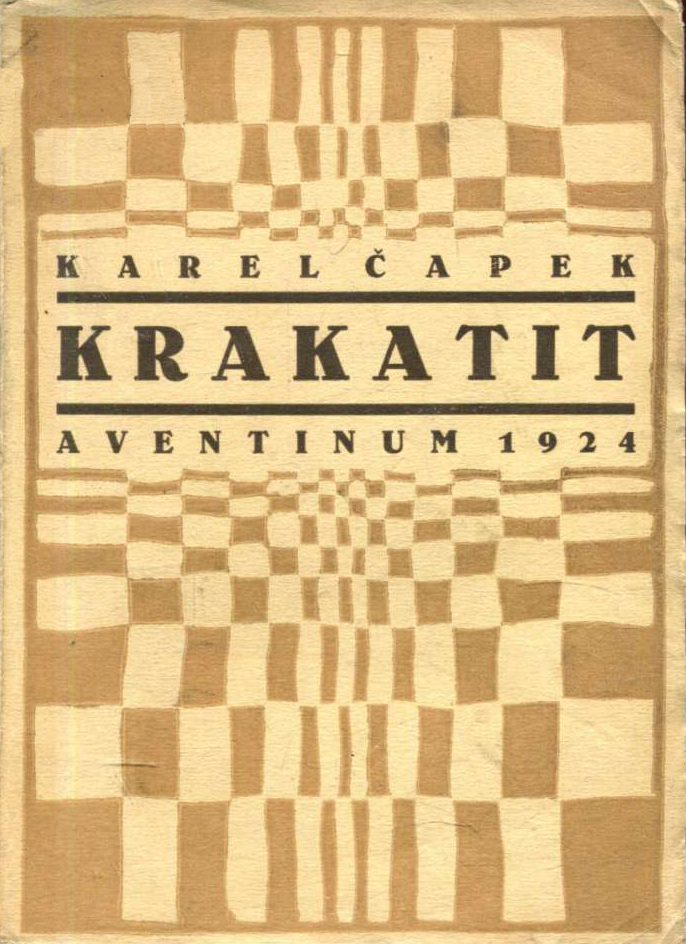
Krakatit, Erstausgabe 1924

- Der tschechische Schriftsteller Vladislav Vančura veröffentlicht den grotesken Roman Der Bäcker Jan Marhoul.

- Der tschechische Schriftsteller Karel Čapek veröffentlicht den Roman Krakatit, der wahrscheinlich von der der Katastrophe von Bolevec  inspiriert ist, bei der 1917 eine Munitionsfabrik explodiert ist.

### Lyrik
- 13. Februar: Im Satiremagazin Punch erscheint das Gedicht Teddy Bear von A. A. Milne, in dem Pu der Bär – noch unter dem Namen „Mr. Edward Bear“ – seinen ersten Auftritt hat.

### Dramatik
- 15. Januar: Die BBC strahlt das Hörspiel Danger (deutscher Titel: Gefahr) von Richard Hughes aus, das als das erste Hörspiel der europäischen Geschichte gilt.
- 29. Februar: Das Drama Gasmasken von Sergei Tretjakow wird in Moskau uraufgeführt.
- 3. März: Seán O’Caseys Theaterstück Juno and the Paycock wird am Abbey Theatre in Dublin uraufgeführt.
- 11. Oktober: Arthur Schnitzlers Bühnenstück Komödie der Verführung wird am Burgtheater unter der Regie von Hans Brahm in Wien uraufgeführt. Das Stück verfolgt kurz vor und am Vorabend des Ersten Weltkriegs das Schicksal dreier Frauen aus dem Adel und der Welt der Künstler bei ihrer Partnerwahl.

### Sachliteratur und Periodika

André Breton (um 1924)

Der französische Dichter und Schriftsteller André Breton veröffentlicht das Manifeste du Surréalisme, in dem er Surrealismus als einen „reinen psychischen Automatismus“ definiert, und wird damit zum wichtigsten Theoretiker dieser geistigen Bewegung. Im gleichen Jahr gründet er mit Pierre Naville und Benjamin Péret die Zeitschrift La Révolution surréaliste, deren erste Ausgabe am 1. Dezember erscheint. Das Vorwort wird von Jacques-André Boiffard, Paul Éluard und Roger Vitrac verfasst.
- The Horn Book Magazine, eine US-amerikanische Fachzeitschrift für Kinder- und Jugendliteratur, wird in Boston gegründet.

### Übersetzungen
- September: Thomas Manns Werk Buddenbrooks erscheint erstmals auf Englisch; Übersetzerin ist die US-Amerikanerin Helen Tracy Lowe-Porter.

### Sonstiges
- 2. Januar: In New York City wird der Verlag Simon & Schuster gegründet, der sich zunächst auf Kreuzworträtsel spezialisiert.
- Januar:  Der Schriftsteller Miguel de Unamuno wird durch den spanischen Diktator Miguel Primo de Rivera seines Universitätsamtes enthoben und geht ins Exil nach Fuerteventura.
- März: Leonard und Virginia Woolf ziehen mit der von ihnen gegründeten Hogarth Press nach 52 Tavistock Square, Bloomsbury (London).
- 1. April: Max Reinhardt übernimmt das neu eröffnete Wiener Theater in der Josefstadt.
- 4. Mai bis 27. Juli: Bei den VIII. Olympischen Sommerspielen in Paris werden fünf Kunstwettbewerbe in den Bereichen Baukunst, Literatur, Musik, Malerei sowie Bildhauerkunst ausgetragen.
- 5. August: In den USA erscheint erstmals ein Comicstrip mit der von Harold Gray geschaffenen Figur Little Orphan Annie.
- 29. August: Auf Initiative seines Vorsitzenden Bruno Dreßler ruft der Bildungsverband der Deutschen Buchdrucker die Büchergilde Gutenberg ins Leben, um ärmeren Menschen Zugang zur Kultur zu ermöglichen.

### Literaturpreise
- Büchnerpreis: Alfred Bock
- Newbery Medal für Kinderliteratur: Charles Hawes, The Dark Frigate
- Nobelpreis für Literatur: Władysław Reymont, Die Bauern
- Pulitzer-Preis für Drama: Hatcher Hughes, Hell-Bent Fer Heaven
- Pulitzer-Preis für Dichtung: Robert Frost, New Hampshire: A Poem with Notes and Grace Notes
- Pulitzer-Preis für Belletristik: Margaret Wilson, The Able McLaughlins
- Grand Prix du Roman: Émile Henriot, Aricie Brun ou les Vertus bourgeoises

## Geboren

### Januar bis April
- 03. Januar: Ian Cameron, britischer Schriftsteller († 2018)
- 16. Januar: Aleksandar Tišma, serbischer Schriftsteller († 2003)
- 19. Januar: Walter Kaufmann, deutsch-australischer Schriftsteller († 2021)
- 20. Januar: Louis Charbonneau, US-amerikanischer Schriftsteller († 2017)
- 26. Januar: Armand Gatti, französischer Schriftsteller († 2017)
- 27. Januar: Francesco Leonetti, italienischer Schriftsteller und Dichter († 2017)
- 27. Januar: Gisela Stein, US-amerikanische Germanistin und Literaturwissenschaftlerin († 2005)
- 28. Januar: Ludwig Bernays, Schweizer Arzt, Altphilologe und Übersetzer († 2020)
- 30. Januar: Lloyd Alexander, US-amerikanischer Schriftsteller († 2007)
- 30. Januar: Tuvia Rübner, hebräisch- und deutschsprachiger israelischer Lyriker, Literaturwissenschaftler und literarischer Übersetzer († 2019)

- 05. Februar: Selma Meerbaum-Eisinger, rumänische deutschsprachige Dichterin († 1942)
- 08. Februar: Lisel Mueller, deutschamerikanische Dichterin und Übersetzerin († 2020)
- 19. Februar: Chi Pang-yuan, taiwanische (autobiographische) Autorin († 2024)

- 03. März: Paul Moor, US-amerikanisch-deutscher Schriftsteller und Kritiker († 2010)
- 07. März: Abe Kōbō, japanischer Schriftsteller († 1993)
- 07. März: J. G. A. Pocock, neuseeländischer Historiker und Politologe († 2023)
- 09. März: Herbert Gold, US-amerikanischer Schriftsteller († 2023)
- 09. März: Hanna Mina, syrischer Schriftsteller († 2018)
- 09. März: Peter Scholl-Latour, deutsch-französischer Journalist und Schriftsteller († 2014)
- 21. März: Hans-Joachim Riegenring, deutscher Schriftsteller († 2002)
- 22. März: Michael Hamburger, deutsch-britischer Lyriker, Essayist, Literaturkritiker und Übersetzer († 2007)
- 27. März: Ottniell Jürissaar, estnischer Dichter und Musiker († 2014)
- 31. März: Wilma Klevinghaus, deutsche Autorin († 2023)

- 07. April: Johannes Mario Simmel, österreichischer Schriftsteller († 2009)

### Mai bis August
- 07. Mai: Arno Lustiger, deutsch-jüdischer Schriftsteller und Historiker († 2012)
- 08. Mai: Gerda Weissmann-Klein, polnisch-amerikanische Holocaust-Überlebende und Autorin († 2022)
- 21. Mai: Simon Ruge, deutscher Grafiker und Schriftsteller († 2013)
- 23. Mai: Karlheinz Deschner, deutscher Schriftsteller († 2014)
- 23. Mai: Flora Groult, französische Schriftstellerin († 2001)

- 01. Juni: Helmut Sakowski, deutscher Schriftsteller († 2005)
- 03. Juni: M. Karunanidhi, indischer Politiker und Autor († 2018)
- 09. Juni: Arthur Häny, Schweizer Schriftsteller und Übersetzer († 2019)
- 15. Juni: Hédi Fried, schwedische Schriftstellerin und Psychologin rumänischer Herkunft († 2022)
- 16. Juni: Adam Hanuszkiewicz, polnischer Theaterregisseur, -intendant und -schauspieler († 2011)
- 18. Juni: Renia Spiegel, polnisch-jüdisches Mädchen, Tagebuchautorin, Opfer des Holocaust († 1942)
- 24. Juni: Michel Ragon, französischer Schriftsteller († 2020)

- 02. Juli: Francis Wyndham, britischer Schriftsteller († 2017)
- 20. Juli: Thomas Berger, US-amerikanischer Schriftsteller († 2014)
- 29. Juli: Mix Weiss, Schweizer Schriftstellerin († 2014)
- 30. Juli: William Gass, US-amerikanischer Schriftsteller († 2017)

- 02. August: James Baldwin, US-amerikanischer Schriftsteller († 1987)
- 03. August: Leon Uris, US-amerikanischer Schriftsteller († 2003)
- 06. August: Sophie Freud, österreichisch-amerikanische Sozialwissenschaftlerin und Autorin († 2022)
- 09. August: Dorrit Cohn, österreichisch-amerikanische Literaturwissenschaftlerin († 2012)
- 17. August: Charles Simmons, US-amerikanischer Schriftsteller († 2017)
- 20. August: Anita Rivin, österreichisch-israelische Schriftstellerin († 2004)

### September bis Dezember
- 04. September: Joan Aiken, britische Schriftstellerin († 2004)
- 04. September: Walter Wager, US-amerikanischer Schriftsteller († 2004)
- 20. September: Eberhard Lämmert, deutscher Literaturwissenschaftler, Essayist und Herausgeber († 2015)
- 22. September: Rosamunde Pilcher, britische Schriftstellerin († 2019)
- 26. September: Kurt Hoffmeister, deutscher Schriftsteller und Historiker († 2020)
- 27. September: Arthur Honegger, Schweizer Journalist und Schriftsteller († 2017)
- 28. September: Barbara Noack, deutsche Schriftstellerin († 2022)
- 28. September: Siegfried Unseld, deutscher Verleger († 2002)
- 30. September: Truman Capote, US-amerikanischer Schriftsteller, Schauspieler und Drehbuchautor († 1984)

- 14. Oktober: Gunnel Linde, schwedische Schriftstellerin († 2014)
- 22. Oktober: Äbdischämil Nurpeissow, kasachischer Schriftsteller († 2022)
- 29. Oktober: Zbigniew Herbert, polnischer Lyriker und Dramatiker († 1998)

- 03. November: Alberto Manzi, italienischer Schriftsteller, Lehrer und Fernsehmoderator († 1997)
- 03. November: Herbert Christian Nagel, deutscher Autor vor allem von Westernromanen († 2016)
- 05. November: Jürgen Rühle, deutscher Schriftsteller, Journalist und Fernsehredakteur († 1986)
- 09. November: Larry T. Shaw, US-amerikanischer Herausgeber und Autor von Science-Fiction und Horrorliteratur († 1985)
- 21. November: Christopher Tolkien, britischer Mediävist und Herausgeber († 2020)
- 25. November: Yoshimoto Takaaki, japanischer Lyriker und Literaturkritiker († 2012)
- 27. November: Gaston Compère, belgischer Dichter, Schriftsteller und Essayist französischer Sprache († 2008)
- 30. November: Jacques Dacqmine, französischer Schauspieler und Drehbuchautor († 2010)

- 03. Dezember: F. Sionil José, philippinischer Schriftsteller († 2022)
- 16. Dezember: Nissim Ezekiel, indischer Dichter, Dramatiker, Kunst- und Literaturkritiker, Übersetzer und Herausgeber († 2004)
- 18. Dezember: Margot Scharpenberg, deutsch-amerikanische Dichterin und Schriftstellerin († 2020)
- 19. Dezember: Michel Tournier, französischer Schriftsteller († 2016)
- 20. Dezember: Friederike Mayröcker, österreichische Schriftstellerin († 2021)
- 22. Dezember: Peter Green, britischer Althistoriker, Schriftsteller, Übersetzer und Essayist († 2024)

- 1924: Tibor Simanyi, ungarischer Historiker, Autor, Übersetzer und Herausgeber († 2008)

## Gestorben
- 10. Januar: Charles Rieu, französischer Schriftsteller okzitanischer Sprache (* 1846)
- 29. Februar: Emily Ruete, omanisch-sansibarische Prinzessin, Schriftstellerin und Lehrerin (* 1844)
- 21. April: Marie Corelli, britische Schriftstellerin (* 1855)
- 21. April: Eleonora Duse, italienische Theaterschauspielerin (* 1858)
- 20. Mai: María Eugenia Vaz Ferreira, uruguayische Dichterin, Dramatikerin und Literaturprofessorin (* 1875)
- 03. Juni: Franz Kafka, deutschsprachiger Schriftsteller (* 1883)
- 30. Juni: Jacob Israël de Haan, niederländischer Dichter und Schriftsteller, Jurist und Journalist (* 1881)
- 11. Juli: Carl Hermann, estnischer Übersetzer von Lyrik ins Deutsche (* 1863)
- 30. Juli: Emma Eckstein, österreichische Publizistin, Frauenrechtlerin und Kinderbuchautorin; Patientin Sigmund Freuds (* 1865)
- 31. Juli: Dora Melegari, Schweizer Schriftstellerin (* 1849)
- 03. August: Joseph Conrad, Schriftsteller polnischer Herkunft (* 1857)
- 12. Oktober: Anatole France, französischer Schriftsteller und Literaturnobelpreisträger (* 1844)
- 29. Oktober: Frances Hodgson Burnett, britische Schriftstellerin (* 1849)
- 10. November: Lola Rodríguez de Tió, puerto-ricanische Dichterin (* 1843)
- 22. November: Herman Heijermans, niederländischer Dramatiker, Schriftsteller, Journalist und Intendant (* 1864)
- 29. Dezember: Carl Spitteler, Schweizer Dichter, Schriftsteller und Literaturnobelpreisträger (* 1845)